# Campo Bahia
O Campo Bahia foi o centro de treinamento da Seleção Alemã de Futebol durante a Copa do Mundo FIFA de 2014 no Brasil. Construído especialmente para hospedar a seleção da Alemanha, está situado na vila de Santo André, uma área de proteção ambiental acessível apenas por balsa, no município de Santa Cruz Cabrália, sul da Bahia. Situado ao lado do resort Costa Brasilis, o complexo de 15 mil metros quadrados fica a 45 minutos do Aeroporto de Porto Seguro.

## História
O empreendimento foi idealizado em 2010 simplesmente como um projeto de condomínio. Liderando o grupo de investidores, batizado  Acquamarina Santo André Empreendimentos Imobiliários, estava o empresário alemão radicado em Minas Gerais Tobias Junge, cujas atividades empresariais estão no segmento da mineração no interior baiano. Os investidores alemães incluíam o empresário Kay Bakemeier, ligado à seguradora Allianz, e o magnata da moda Christian Hirmer. O complexo foi desenhado pelo arquiteto capixaba Sandro Pretti.
Em 2013 a Federação Alemã de Futebol (DFB, na sigla alemã) decidiu apoiar o projeto imobiliário visando utilizar os prédios para hospedar sua comitiva da Copa do Mundo. O principal mediador foi o dirigente e ex-jogador Oliver Bierhoff, que após um encontro com Hirmer visitou as obras por três vezes. A DFB fechou o acordo com o Campo Bahia seis meses antes da Copa. Um fator para a escolha foi o sorteio dos grupos, que fez todas as partidas da Seleção Alemã na primeira fase serem apenas no Nordeste (Salvador, Recife e Fortaleza). A localização facilitou a escolha da DFB pelo complexo, após a insatisfação da entidade com as opções de hospedagem e treinamento oferecidas pela Federação Internacional de Futebol (FIFA) e pelo Comitê Organizador Local da Copa do Mundo da FIFA Brasil 2014 (COL) próximos às sedes onde a equipe teria de jogar.
A escolha da DFB acelerou a construção da obra orçada em R$35 milhões, que atraiu cerca de 200 operários para obras que beiravam 16 horas diárias em condições precárias, aumentando em 30% a população local. Apesar de a construção ser ruidosa e existir conflitos entre operários, enquanto os habitantes da vila esperam que o Campo Bahia melhore a infraestrutura local, Junge admite que o legado do projeto seria não das casas em si, mas "educação, crescimento do turismo, internet de altíssima qualidade". O Campo Bahia foi entregue em maio de 2014, e após a Copa todo esse complexo será transformado num condomínio para ser vendido.
Após a Copa, o empreendimento deu vida a uma villa repleta de charme e sofisticação. Oferecendo uma estrutura de hotel boutique de luxo, o Campo Bahia é conhecido hoje por oferecer serviços de alta qualidade, que contam com restaurante, spa, beach lounge, academia, além de experiências únicas como o passeio de barco no rio João de Tiba. 

## Estrutura
O quartel-general da seleção alemã teve uma atmosfera de vila, com 14 casas de dois andares, com cinco a seis quartos cada, com as quatro casas de frente para o mar abrigando delegação, em uma área total de 15 mil metros quadrados. Também incluídas estavam 65 residências com uma infraestrutura de salas de musculação, fisioterapia, sauna e equipamentos adicionais. O campo de futebol foi estabelecido a dois quilômetros das acomodações contendo uma irrigação especial, que também teve um outro campo com metade das medidas só para o treinamento dos goleiros. Também existiu um centro de imprensa. O gramado foi do mesmo tipo usado em alguns estádios da Copa.
Ainda que a FIFA tenha recomendado campos de treinamentos cujos acesso e saída ocorram sem necessidade de travessia marítima ou fluvial, para se deslocar a seus jogos, a delegação alemã teve de atravessar o rio João de Tiba por quinze minutos antes de percorrer 26 quilômetros até o Aeroporto de Porto Seguro. A partir do aeroporto, foi usado o transporte aéreo até Salvador, Recife e Fortaleza, locais das disputas alemãs na fase de grupos.

## Legado
Além da divulgação em mídia espontânea na região, a passagem do time alemão pelo sul da Bahia rendeu um novo campo de futebol construído especialmente para os moradores, doação financeira para aquisição de ambulância que atenderá à comunidade indígena Pataxó e doações pelo período de três anos para a escola da vila.
Em julho de 2015, um ano após a Copa, o Campo Bahia é um hotel de luxo, também sendo usado para eventos empresariais. A gerência planeja também planeja abrir o espaço receber casamentos. Embora não fique aberto à visitação, o resort faz parte de todos os passeios de escuna locais. As praias de Santa Cruz Cabrália também se tornaram ponto turístico por sua associação com a seleção alemã. Porém o centro de treinamento está fechado ao público por ser propriedade particular,  todas as melhorias de infraestrutura prometidas foram cumpridas.